# El genio alegre
El genio alegre è un'opera teatrale in tre atti dei fratelli Álvarez Quintero, rappresentata per la prima volta al Teatro Odeón di Buenos Aires il 29 settembre 1906.

## Trama
Ad Almínar de la Reina, una piccola città andalusa, Doña Sacramento Alcázar, marchesa de los Arrayanes, incontra Don Eligio, amministratore delle sue proprietà. La vita dissoluta che conduce il figlio della marchesa, Julio, non è conforme alla sua posizione e alle sue responsabilità sociali. L'austera vita nella casa dei Mirti sarà sconvolta dalla gioia portata dall'arrivo di Consolación, la nipote della marchesa, figlia di Julio e della domestica Coralito.

## Rappresentazioni
L'opera venne presentata in Spagna il 22  gennaio 1907 nel Teatro Spagnolo di Madrid per la società Guerriera-Díaz di Mendoza, la stessa che l'aveva rappresentata, alcuni mesi prima, a Buenos Aires. I ruoli vennero interpretati da María Guerrero, Fernando Díaz de Mendoza, Nevi Suárez (Coralito), Felipe Carsi (Don Eligio), María Cancio (Doña Sacramento), Elena Salvador, José Santiago, Matilde Salvador, Catalina Bárcena.
Si tratta di uno dei lavori teatrali più rappresentati in Spagna durante i primi tre decenni del XX secolo, ed è rimasto sui palcoscenici quasi ininterrottamente fino al 1930 interpretato dalle più importanti attrici spagnole dell'epoca. Tra le altre Carmen Cobeña (1911), Margherita Xirgu (1912), Rosario Pino (1914), Josefina Díaz de Artigas (1924), Lola Membrives (1926) e Carmen Díaz (1928).
Dopo la guerra civile spagnola venne nuovamente messa in scena nel 1943 (con María del Pilar Ruste e Ricardo Alpuente), nel 1953 (con María Bassó e María Speranza Navarro), nel 1954 (con Pepita Serrador, Ana Adamuz, Mariano Azaña, Pastor Serrador e Luisa Sala) e nel 1960 (diretta per José Tamayo e con gli attori Conchita Montijano, Carmen López Lagar, Angeles Hortelano, Arturo López, Angel de la Fuente e Javier Loyola).

## Adattamenti

### Opera

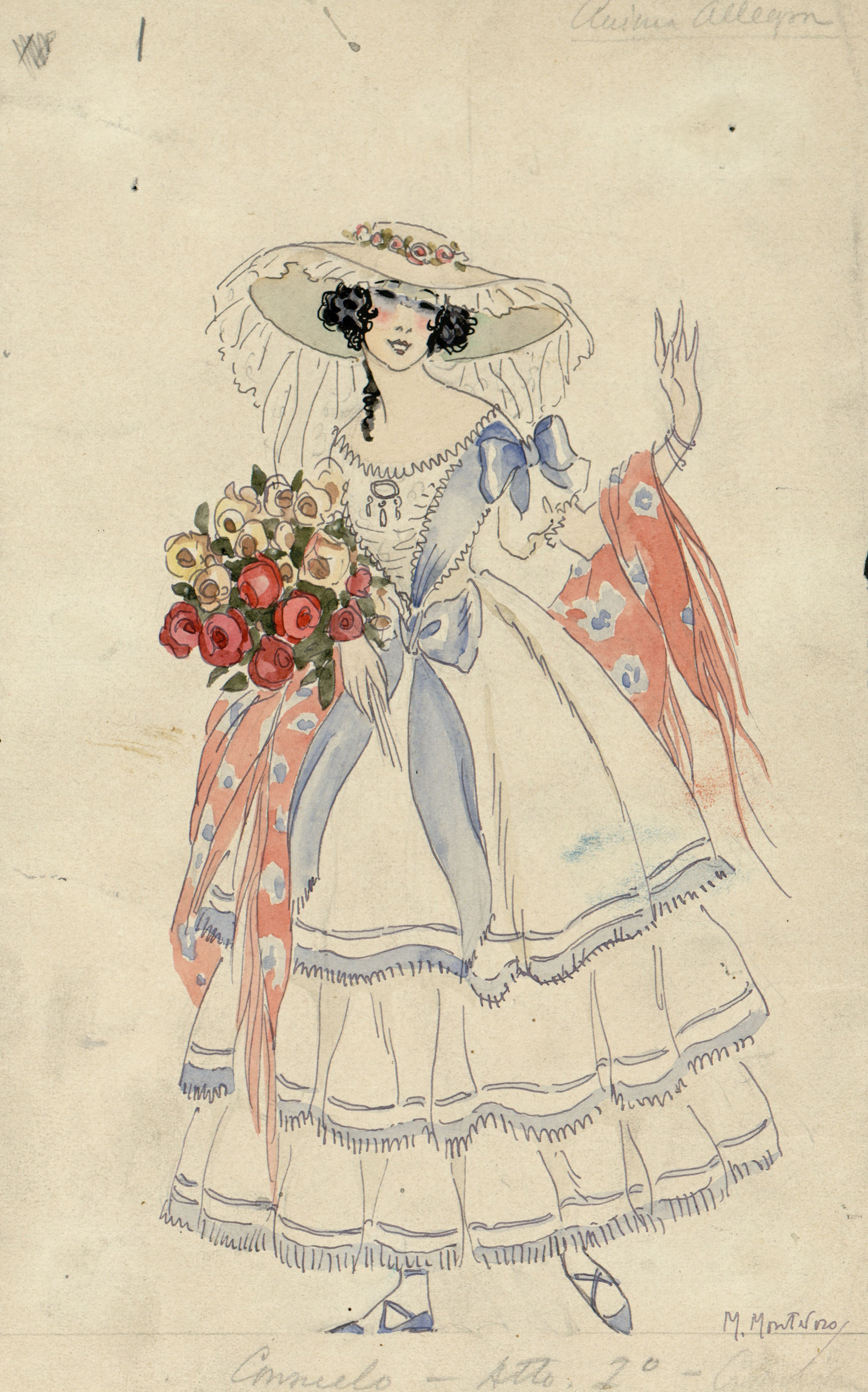
Consuelo (soprano), figurino di Marco Montedoro per Anima allegra, musiche di Franco Vittadini (1921). Archivio Storico Ricordi

Sull'argomento, il compositore italiano Franco Vittadini realizzò l'opera Anima allegra, la cui prima venne data nel 1921.

### Cinema
Esistono diverse versioni cinematografiche. La prima è una versione italiana muta dal titolo Anima allegra, del 1919, diretta da Roberto Roberti e interpretata da Francesca Bertini.
In spagnolo un film del 1939 di Fernando Delgado, El genio alegre, con Concha Catalá (Doña Sacramento), Rosita Díaz Gimeno (Consolazione), Leocadia Alba (Frasquita), Alberto Romea (Dono Eligio), Antonio Vico (Lucío), Fernando Fernández de Córdoba (Junio), Lolita Astolfi (Coralito) ed Erasmo Pascual.
Il secondo El genio alegre in spagnolo è del 1957, diretto da Gonzalo Delgrás con Angel Álvarez Fernández, Marujita Díaz, José Riesgo, Rafael Arcos, Julio Riscal, Juanita Azores e María Francés.